# Thed Björk
Thed Björk (ur. 14 grudnia 1980 roku w Vretstorp) – szwedzki kierowca wyścigowy.

## Kariera
Björk rozpoczął karierę w wyścigach samochodowych w 1998 roku od startów w Nordyckiej Formule 3, gdzie raz wygrywał i sześciokrotnie stawał na podium. Z dorobkiem 197 punktów uplasował się tam na czwartej pozycji w klasyfikacji generalnej. Rok później w tej samej serii, jak i w Szwedzkiej Formule 3 był już mistrzem. W późniejszych latach pojawiał się także w stawce Barber Dodge Pro Series, Francuskiej Formuły 3, Swedish Touring Car Championship, FIA Sportscar Championship, Swedish GTR Championship, 24h Le Mans, Formuły 3000, Europejskiego Pucharu Formuły Renault V6, Le Mans Endurance Series, European Touring Car Cup, 24H Dubai, Deutsche Tourenwagen Masters, Czech International Championship, Danish Touringcar Championship, Scandinavian Touring Car Cup, Camaro Cup Sweden, TTA - Elitserien i Racing, World Touring Car Championship oraz Scandinavian Touring Car Championship.
W Formule 3000 Szwed pojawił się w pięciu wyścigach sezonu 2002 z ekipą Nordic Racing. Nigdy jednak nie punktował.